# Audiokazeta

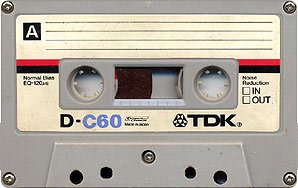
Typická audiokazeta C-60 výrobce TDK

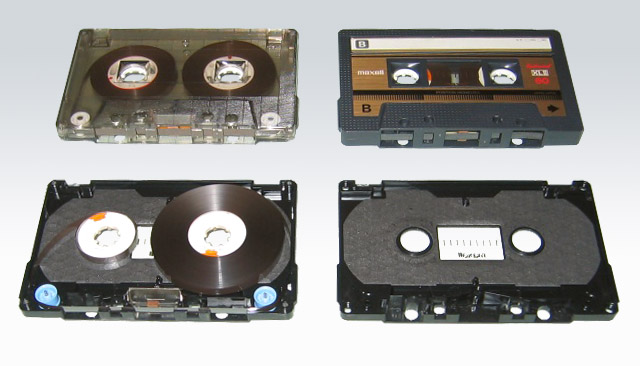
Různé audiokazety

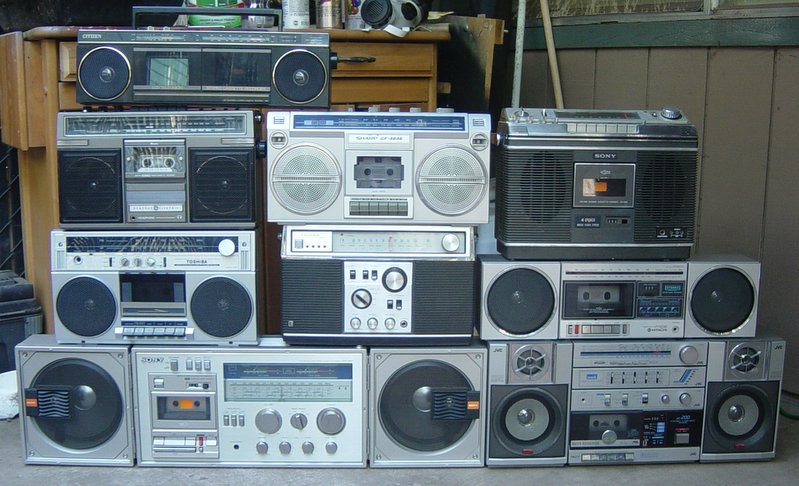
Přehrávače audiokazet

Audiokazeta je zvukový nosič obsahující magnetickou pásku, na kterou lze zaznamenat zvuk a data například v kazetových magnetofonech nebo diktafonech. Audiokazety jsou buď analogové, nebo digitální (DAT, DCC). Audiokazety nejčastěji užívané v magnetofonech jsou označeny zkratkou MC, což znamená minikazeta (minicassette). Protože obdobou a později navrženým typem analogové (audio) audiokazety je „mikrokazeta“ (Microcassette). Ta však nalezla uplatnění především v diktafonech.

## Historie
Kompaktní audiokazetu vynalezl Lou Ottens (1926–2021), zaměstnanec nizozemské firmy Philips. Poprvé byla představena na berlínském veletrhu elektroniky v roce 1963. Její tvůrce předpokládal, že bude využívána v přenosných magnetofonech pro záznam mluveného slova nebo nenáročné hudby bez požadavku na věrnou reprodukci (ten v té době plnily cívkové magnetofony). V dosažení shodných parametrů kvality zvuku bránily od začátku kazetám následující vlastnosti: Nízká rychlost posuvu pásku (4,76 cm/s) mající za následek malý kmitočtový rozsah (přibližně 100 Hz – 11 kHz) a vysokou úroveň šumu, dále malá šířka stopy (hlavně u stereofonních přístrojů) a záznam levého a pravého kanálu do souběžných stop vedle sebe (u cívkových magnetofonů jsou umístěny ob jednu stopu). Následkem je vysoká hodnota přeslechů mezi kanály. Nevyhovující je i geometrie páskové dráhy (hlavy a přítlačné prvky jsou v rovině, nikoliv v půlkruhu). Pásková dráha navíc není uchycena pevně, ale přisouvá se k pásku po zapnutí magnetofonu. Záznamová a snímací hlava musí být kvůli tomu přitlačována k pásku polštářkem, který je součástí kazety (problém s dodržením optimální kolmosti hlav vůči pásku).
Jednotná rychlost posuvu pásku (přístroje s jinou rychlostí byly zcela ojedinělé) a uspořádání stop, které umožnilo přehrávat stereofonní kazetu v monofonním přístroji a naopak bylo značnou výhodou oproti cívkovým magnetofonům, které používaly více rychlostí a odlišná (navzájem nekompatibilní) uspořádání stop.
Kazety postupně získaly na popularitě díky snadné manipulaci, uplatnily se nejen v přenosných přístrojích, ale i v autorádiích, přenosných přehrávačích (Walkmanech) a domácích sestavách. Výrobci spotřební elektroniky proto postupem času dokázali jejich největší nedostatky alespoň do určité míry odstranit.
Problém s kolísáním rychlosti posuvu pásku a přeslechy mezi kanály redukovalo použití vícemotorové mechaniky s dvojicí hnacích hřídelek a přítlačných kladek (dual-capstan). Na jejich pohon byl vyčleněn zvláštní motorek řízený krystalovým oscilátorem. Vysoký šum pásku eliminovaly protišumové systémy Dolby B, Dolby C a v posledních letech výroby Dolby S (řada Dolby NR). Někteří výrobci používali i jiné systémy (JVC – ANRS, Technics – dbx). V rámci zlepšení kvality zvuku byly vylepšovány i samotné kazety, resp. na trhu se objevily pásky s lepším chemickým složením. Kvůli lepší kompatibilitě s parametry magnetofonů byly kazety rozčleněny do 4 skupin:
- Typ-I (Type-I/IEC-I, Ferric, Normal Position, Fe2O3) – základní typ pásku z oxidu železitého.
- Typ-II (Type-II/IEC-II, Chrome, High Position, CrO2) – pásek z oxidu chromičitého. Menší šum, resp. větší dynamika a kmitočtový rozsah (ve prospěch vysokých kmitočtů) než u předešlého typu. Nutnost vyššího předmagnetizačního proudu při záznamu a jiné snímací charakteristiky při přehrávání.
- Typ-III (Type-III/IEC-III, Ferrochrome, FeCr) – pásek ze směsi Fe2O3 a CrO2. Na trhu se udržel jen krátce, trpěl minimální odolností vůči přebuzení při záznamu a kvalitami nepřevyšoval Typ II.
- Typ-IV (Type-IV/IEC-IV, Metal) – nejkvalitnější pásek z chemicky čistého železa. Dynamický rozsah, kmitočtová charakteristika a malý šum dovolovaly pořídit záznam srovnatelný s kvalitou CD. Nutnost ještě vyššího předmagnetizačního a mazacího proudu než u pásku typu II (snímací charakteristika naopak stejná).

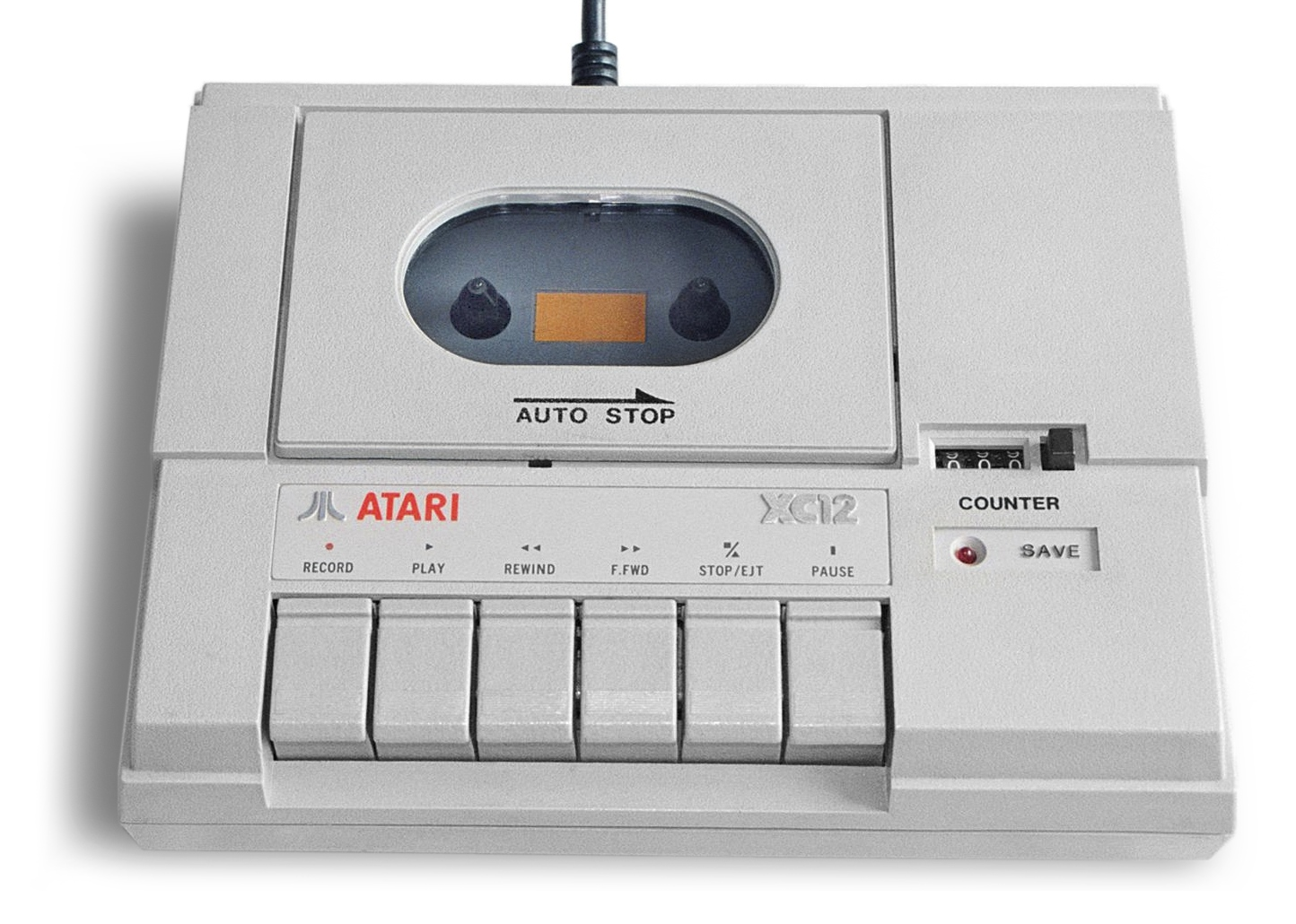
Kazetová jednotka XC12 pro Atari 800/130. Audiokazety používaly v 80. letech 20. století pro záznam dat i domácí mikropočítače.

Audiokazety se přehrávají oboustranně (kazetu je možné po dohrání na konec otočit a nahrávat na druhou stranu). Vyráběly v následujících délkách (číslo udává záznamový čas v minutách):
C-30; C-60; C-90; C-100; C-120. K sehnání byly i atypické délky, např. C-45; C-50; C-74; C-80 a C-110. Kazety s délkou nad 100 minut měly velmi tenký pásek, proto se mohly používat jen v kvalitních a dobře seřízených přístrojích, jinak hrozilo poškození pásku jeho zmačkáním, navinutím do páskové dráhy magnetofonu a ve výjimečných případech mohlo dojít i k jeho přetržení.
Digitální i analogové kazety postupně z trhu mizí, neboť jejich výroba je nákladná (zavádění a navíjení pásku, drahé lisovací formy) ani magnetofony pro jejich přehrávání a nahrávání již delší dobu nepatří k běžnému sortimentu. Nyní (tj. v únoru 2017) je lze zatím stále sehnat i v běžných elektroprodejnách, výběr je však velmi omezený na jeden nejvýše dva typy. Audiokazeta ve své době odolala konkurenci v podobě systému ELCASET (Sony) v 70. letech, nebo minidisku (Sony) v 90. letech 20. století. Začátkem 21. století kazety postupně vytlačily digitální formáty CD-R/RW a MP3. Nenahrané kazety lze stále zakoupit ve velmi omezeném sortimentu např. trafikách, velkoprodejnách elektro apod. Jde zejména o značku Maxell s pásky typu I o délce 90 minut. Typy II, III a IV již nejsou v prodeji.
Přes masivní ústup z trhu jsou audiokazety stále v prodeji a vydávají se na nich i nová alba. Ve Spojených státech se v roce 2016 prodalo necelých 130 000 nahraných audiokazet. V roce 2020 se ve Spojeném království prodalo téměř 160 000 kazet, což byl dvojnásobek proti předcházejícímu roku.
Rozměry kazety jsou 10 × 6,3 × 1,3 cm (4 × 2,5 × 0,5 palců).